# Корольов Микола Кузьмович
Мико́ла Ку́зьмович Корольо́в (17 грудня 1937, Харків, Українська РСР, СРСР — 17 вересня 2001, Харків, Україна) — радянський футболіст, нападник, грав за харківські команди «Локомотив» і «Авангард» і «Зірку» з Кіровограда. Майстер спорту СРСР з 1961 року. Другий за результативністю бомбардир в історії «Металіста», рекордсмен клубу за кількістю проведених матчів у чемпіонатах СРСР.

## Кар'єра гравця

### Початок кар'єри
Рано став сиротою: наприкінці 1930-х років його батьки були репресовані і вихованням Миколи та його брата займалася тітка. Микола почав грати у футбол разом з учнями школи № 86 на Холодній Горі і, захопившись грою, став серйозно займатися в школі Харківського міськвно. Вже 1953 року 16-річний Микола став грати на першість міста за команду «Медик».
1955 року Корольов дебютував у всесоюзних змаганнях: він виходив на поле у складі «Локомотива», який виступав у другій зоні класу «Б». Новачок у першому ж своєму сезоні зміг двічі відзначитися у воротах суперників.
1956 року Микола Корольов разом з більшістю гравців «Локомотива» перейшов до «Авангарду», який зайняв місце «Локомотива» у класі «Б». Дебютував у складі нової команди у другому матчі команди, 8 квітня 1956 року, вийшовши на заміну замість Євгена Догадіна ще в першому таймі матчу проти «Динамо» (Таллінн) 2:0. Молодий нападник став автором другого голу у ворота талліннців. Того сезону Микола взяв участь в 23 матчах (переважно виходячи на заміну) в яких забив 4 голи (більше в тому чемпіонаті в складі харків'ян забив тільки капітан Віталій Зуб).
У наступному чемпіонаті Корольов вже був одним з основних гравців, він взяв участь у 29 матчах (із 34). Однак тренери команди воліли експериментувати з позицією молодого футболіста: більшу частину турніру він відіграв у півзахисті, а в деяких матчах був захисником. Звідси його низька результативність — лише 3 голи.
У наступних двох сезонах тренери нарешті визначилися з амплуа Корольова: більшість матчів він проводив на позиції лівого крайнього нападника. У чемпіонаті 1959 року «Авангард» посів третє місце, здобувши путівку до класу «А». У 28 турі того чемпіонату в матчі з «Колгоспником» з Полтави Корольов отримав першу в кар'єрі червону картку за удар гравця суперника.

### 1960—1966
1960 року Корольов разом зі Станіславом Костюком став другим бомбардиром команди (обидва забили по 5 м'ячів; 8 забив Юрій Нестеров). Микола мав можливість забити перший гол клубу у вищій лізі: у другому турі чемпіонату 14 квітня 1960 року в домашньому матчі з «Зенітом» на 10 хвилині йому довірили пробивати пенальті за фол на Нестерові. Однак удар у правий нижній кут воротар «Зеніту» Анзор Кавазашвілі перевів на кутовий. Той матч закінчився нульовою нічиєю, а перший гол «Авангарду» забив у четвертому турі Костюк.
Сезон 1961 року став тріумфальним і для клубу і для гравця. «Авангард» посів шосте місце в чемпіонаті (найвище досягнення команди у чемпіонатах СРСР), а нападник став найкращим бомбардиром команди, відзначившись 10 разів (в тому числі перший у його кар'єрі дубль у ворота СКА з Ростова-на-Дону) в 28 матчах, в яких він взяв участь. В останньому матчі чемпіонату з «Пахтакором» з Ташкента, Микола отримав свою другу червону картку.
1962 рік став менш успішним для «Авангарду»: команда посіла 14-те місце, забивши 21 гол. Корольов знову став найкращим бомбардиром клубу, на цей розділивши це досягнення з Костюком (обидва забили по 6 голів). У наступних трьох чемпіонатах Микола знову забивав більше всіх в «Авангарді» (8, 17 та 13 голів відповідно). Хоча результати команди тільки погіршилися: вже в сезоні 1963 року клуб покинув першу групу класу «А». А пізніше займав 6 і 3 місця у другій групі класу «А». Унікальним для нападника став матч 29 травня 1963 року проти «Динамо» (Тбілісі) (0:4). У ньому Корольов не реалізував два пенальті (при рахунку 1:0 і 2:0 на користь господарів). У сезоні 1964 він став третім бомбардиром другої групи класу «А» (більше — по 20 голів — забили нападники «Чорноморця» (Одеса) Василь Москаленко і «Жальгіріса» Ромуальдас Юшка). 1966 року «Авангард» посів лише 10-те місце, а Корольов забив 3 голи в 30 матчах. У Миколи виник конфлікт з новим тренером команди Віктором Каневським, і по закінченні сезону нападник перейшов у «Зірку» з Кіровограда.

### «Зірка»
У «Зірці» протягом двох сезонів, в яких він виступав у команді, він ставав найкращим бомбардиром (11 і 15 голів відповідно). 1969 року Корольов повернувся до харківського «Металісту» (так з 1967 року став називатися «Авангард»). Він зіграв 26 матчів, в яких забив 3 голи, після чого завершив кар'єру гравця.
Всього за «Металіст» і «Авангард» у всіх офіційних турнірах нападник провів 361 матч (більше матчів за команду провели лише три гравці), в яких забив 86 голів (другий результат в історії клубу). Він був відомий завдяки силі удару, також часто бив по воротах з будь-яких відстаней.

## Тренерська кар'єра
Після закінчення ігрової кар'єри, Корольов став тренером. Роботу розпочав у команді «Українка», яка виступала в чемпіонаті Харківської області, в якій виховав кількох футболістів, що пізніше пограли в різних лігах всесоюзних змагань.
1974 року йому доручили очолити рідний «Металіст», що вилетів у другу лігу. Він посприяв швидкому поверненню клуба до першої ліги: хоча він тренував команду до 25 туру, коли його змінив Віталій Зуб, йому вдалося вивести команду у групу, що лідирувала.
Після «Металіста» Корольов більше не працював з командами майстрів: він готував молодих футболістів спочатку як тренер ДЮСШ-9, а потім як директор ДЮСШ-8 в Харкові. Через нещасний випадок на дорозі Микола кілька років провів у в'язниці. Після цього випадку він не зміг повністю відновитися. 17 вересня 2001 року в результаті множинних інсультів Микола Корольов помер.

## Статистика виступів
| Клуб               | Сезон        | Чемпіонат | Чемпіонат | Кубок | Кубок | Всього | Всього |
| Клуб               | Сезон        | Матчі     | Голи      | Матчі | Голи  | Матчі  | Голи   |
| ------------------ | ------------ | --------- | --------- | ----- | ----- | ------ | ------ |
| Локомотив (Харків) | 1955         | 9         | 2         | 0     | 0     | 9      | 2      |
| Авангард (Харків)  | 1956         | 23        | 4         | 0     | 0     | 23     | 4      |
| Авангард (Харків)  | 1957         | 29        | 3         | 1     | 0     | 30     | 4      |
| Авангард (Харків)  | 1958         | 28        | 4         | 1     | 0     | 29     | 4      |
| Авангард (Харків)  | 1959         | 22        | 6         | 2     | 2     | 24     | 8      |
| Авангард (Харків)  | 1960         | 30        | 5         | 0     | 0     | 30     | 5      |
| Авангард (Харків)  | 1961         | 28        | 10        | 2     | 1     | 30     | 11     |
| Авангард (Харків)  | 1962         | 27        | 6         | 2     | 1     | 29     | 7      |
| Авангард (Харків)  | 1963         | 37        | 8         | 0     | 0     | 37     | 8      |
| Авангард (Харків)  | 1964         | 36        | 17        | 0     | 0     | 36     | 17     |
| Авангард (Харків)  | 1965         | 37        | 13        | 0     | 0     | 37     | 13     |
| Авангард (Харків)  | 1966         | 30        | 3         | 0     | 0     | 30     | 3      |
| Авангард (Харків)  | Всього       | 327       | 79        | 8     | 4     | 335    | 83     |
| Зірка (Кіровоград) | 1967         | 33        | 11        | 0     | 0     | 33     | 11     |
| Зірка (Кіровоград) | 1968         | 36        | 15        | 0     | 0     | 36     | 15     |
| Зірка (Кіровоград) | Всього       | 69        | 26        | 0     | 0     | 69     | 26     |
| Металіст           | 1969         | 26        | 3         | 0     | 0     | 26     | 3      |
| Всього в Д-1       | Всього в Д-1 | 122       | 29        | 4     | 3     | 126    | 32     |
| Загалом            | Загалом      | 431       | 110       | 8     | 4     | 439    | 114    |